# Фли
Мајкл Питер Балзари (енгл. Michael Peter Balzary Flea; Мелбурн, 16. октобар 1962), познатији по псеудониму Фли (енгл. Flea), је америчко-аустралијски глумац, басиста и трубач. Најпознатији је као басиста и саоснивач алтернативног рок бенда Ред хот чили пеперс. У његовом начину свирања уочљиво је више стилова, почев од агресивног звука контрабаса и бас-гитаре до мелодичних техника. Сарађивао је је и са извођачима као што су: Џејн адикшон, Том Јорк из групе Рејдиохед, Марс волта, Пети Смит и Аланис Морисет.
Првобитно трубач, Флију је у средњој школи научио да свира бас његов блиски пријатељ и касније члан Ред хот чили пеперса, гитариста Хилел Словак коме је био потребан басиста за његов бенд. Фли се придружио бенду, али је иступио неколико месеци касније, јер је свирао за панк и року групу Фир. Касније се поново придружио Словаку да би основао бенд заједно са пријатељима из средње школе Ентонијем Кидисом и Џеком Ајронсом; Ред хот чили пеперс. Флиа се опробао и у глуми, појављујући се у неколико филмова разних жанрова као што су: „Повратак у будућност 2“, „Мој приватни Ајдахо“ и „Велики Лебовски“. Од улога изван ових филмова може се издвојити улога Донија у Трнавчевићи у дивљини.